# Flammende Hjerter
Flammende Hjerter (originaltitel: The Dove) er en amerikansk stumfilm fra 1927 der blev instrueret af Roland West. Manuskriptet er baseret på Broadway-skuespillet The Dove af Willard Mack.  Filmen havde Norma Talmadge, Noah Beery og Gilbert Roland i hovedrollerne. William Cameron Menzies vandt den første Oscar for bedste scenografi for denne film, og for filmen Den røde Storm i 1929.